# Кирил Вътев
Кирил Маринов Вътев е български предприемач и редовен и служебен министър на земеделието и храните на България.

## Биография
Роден е на 24 март 1958 г. в село Загражден, област Плевен.
Завършва спортно училище, а след това профил „Свободна борба“ във Висшия институт за физическо възпитание и спорт (днес Национална спортна академия). В продължение на 11 години работи като треньор, а последните три години заема длъжността старши треньор на юношеския национален отбор по борба.
През 1993 г. заедно с брат си Тодор Вътев основава месопреработвателната компания.
През юни 2023 г. става министър на земеделието и храните в правителството на Николай Денков. Такъв остава и в служебния кабинет на Димитър Главчев, но по-късно е освободен от длъжността по искане на министър-председателя.